# Komunizm utopijny
Komunizm utopijny – nurt ideologii społecznej mający swe początki w końcu XVII i w XVIII wieku, a rozwinięty głównie w XIX wieku. Głównymi przedstawicielami tej doktryny byli Jean Meslier (1664-1729), Morelly (XVIII wiek), Louis Auguste Blanqui (1805-1881), Wilhelm Weitling (1808-1871) oraz Étienne Cabet (1788-1856).

## Doktryna
Komuniści utopijni jako cel swej ideologii stawiali wyzwolenie proletariatu oraz uspołecznienie środków produkcji. Aspekt utopijności przejawiał się poglądem, iż lud wyzbędzie się własności prywatnej z własnej woli uznając wyższość własności uspołecznionej. Przedstawiali również utopijne wizje nowych, w ich mniemaniu doskonałych, społeczeństw. Od socjalistów utopijnych odróżniał ich sposób osiągnięcia oczekiwanych zmian – uznali (w przeważającej większości), że kapitalizm musi być obalony w drodze przemian rewolucyjnych. Ponadto w przeciwieństwie chociażby do Saint-Simona, akcentowali znaczenie proletariatu i przyszłe społeczeństwo bezklasowe.
Jeden z pierwszych utopistów–komunistów, Meslier, twierdził, że by osiągnąć równość wszystkich potrzebna jest rewolucja chłopska, która zniszczy wyższe warstwy społeczne i zapewni wszystkim równy dostęp do dóbr. Po rewolucji powinny powstać gminy komunistyczne wiążące mieszkańców miasta czy parafii, w których panować miała wspólnota dóbr, przy czym dopuszczalne były federacje gmin w większych organizacjach.
Morelly widział w prawie własności czynnik mający destrukcyjny wpływ na rozwój społeczeństw. Panującemu w jego czasach systemowi przeciwstawiał plemiona Indian amerykańskich, które, nieskażone prawem własności, zachowały naturalny ład. Pragnąc, by taki stan osiągnęło również społeczeństwo Europy, Morelly wyszedł z postulatem zniesienia własności prywatnej i przejścia do społeczeństwa komunistycznego. Każdy obywatel tego społeczeństwa miał współpracować z innymi w rozwoju, każdy też obywatel miał być utrzymywany przez wspólnotę. Funkcjonowanie społeczeństwa opierać się miało na rodzinach, plemionach i miastach, przy czym każde plemię miało składać się z takiej samej liczby rodzin, a każde miasto z takiej samej liczby plemion. To przyszłe społeczeństwo komunistyczne opierać się miało na postępie techniczno-naukowym.
Blanqui twierdził, że przewrót obalający rządy burżuazji powinien być przeprowadzony przez nieliczną, elitarną grupę. Twierdził, że kto ma żelazo, ten ma chleb. Po przewrocie władzę dyktatorską miał przejąć proletariat. Głosił, że Francja najeżona uzbrojonymi robotnikami będzie zwiastowała jutrzenkę socjalizmu.
Weitling podniósł internacjonalistyczny aspekt komunizmu utopijnego – jego zdaniem zniesienie prawa własności implikowało zniesienie państwowości i utworzenie ponadnarodowego związku.
Cabet źródła powszechnego bogactwa upatrywał w zachodzącej za jego czasów industrializacji. Postulował on uspołecznienie pracy i jej efektów. Wspólne miały być również dochody. W przeciwieństwie do pozostałych komunistów utopijnych, odrzucał rewolucję i dyktaturę proletariatu. Cabet był założycielem komunistycznej gminy w pobliżu Nowego Orleanu w Stanach Zjednoczonych, z której jednakże został wydalony po konflikcie z pozostałymi uczestnikami tego utopijnego eksperymentu.

## Późniejsze wpływy
Komunizm utopijny miał wpływ na doktrynę marksizmu. Jednakże Marks i Engels dokonali zasadniczej zmiany w stosunku do utopistów – jak określił to Engels, postawili socjalizm na gruncie realnym.

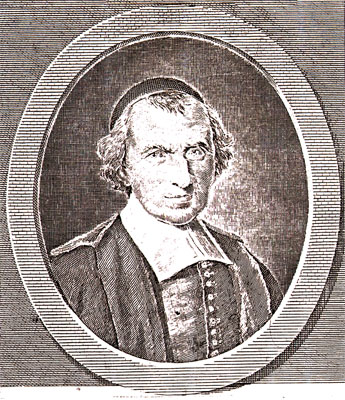
Jean Meslier
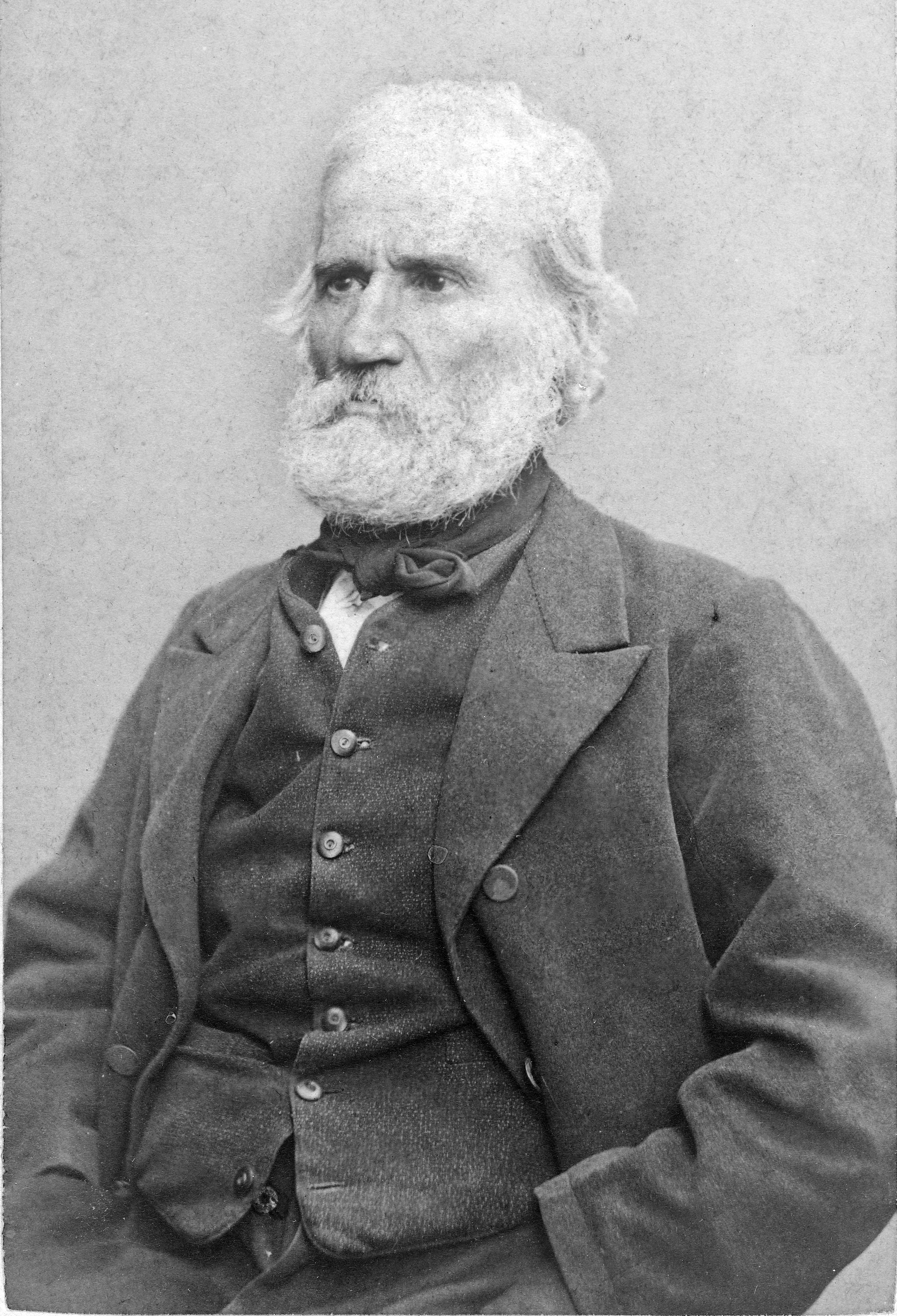
Louis Auguste Blanqui
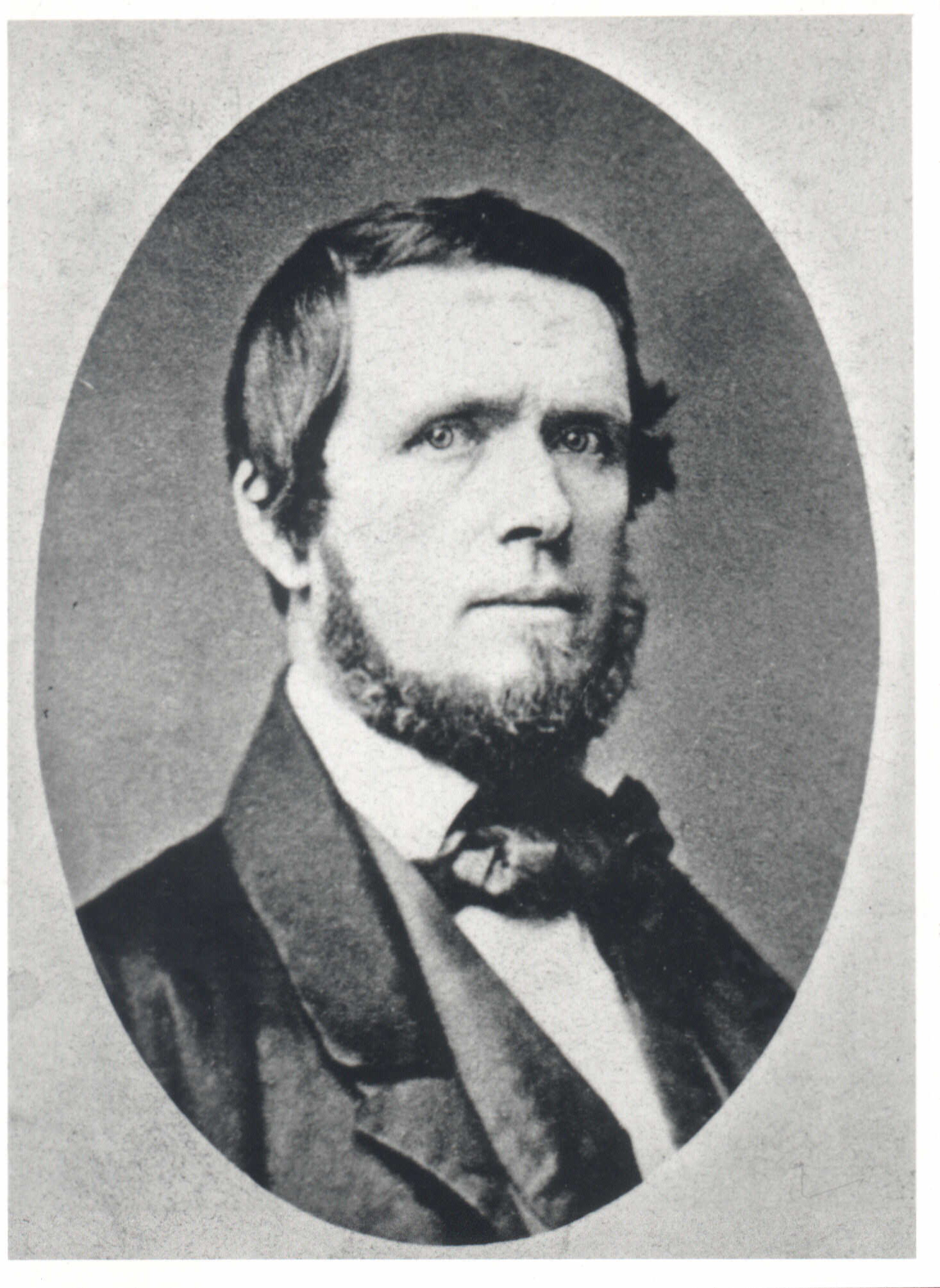
Wilhelm Weitling
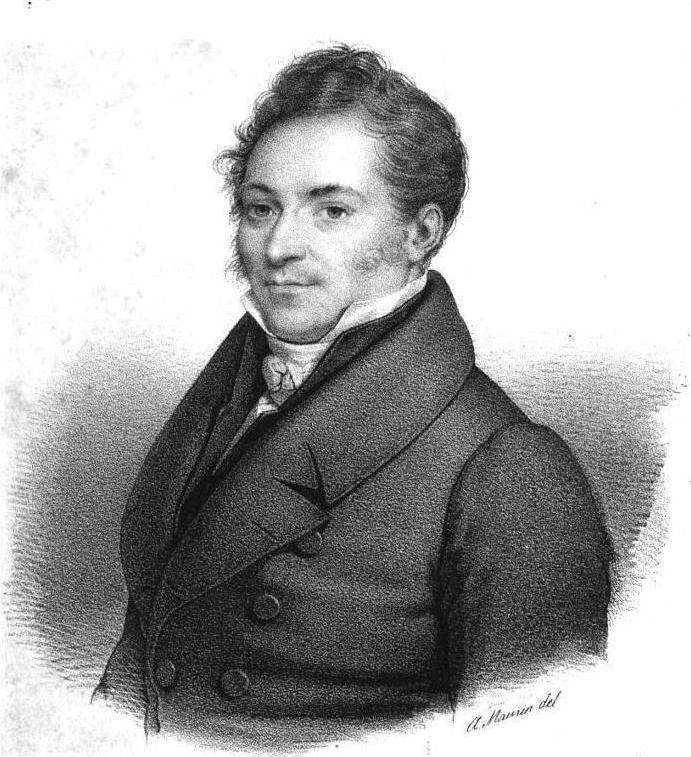
Étienne Cabet